# まりかセヴン
『まりかセヴン』は、伊藤伸平による日本の漫画作品。『漫画アクション』（双葉社）の2010年10月19日号より不定期連載されていたが、第8話（連載通算14回目分）より無料ウェブコミック「Web漫画アクション堂」に移籍、さらに同サイトが「WEBコミックハイ!」と合併しリニューアルした「WEBコミックアクション」にて定期連載されていた。2015年4月24日配信分の32話後編で連載終了。
通常、連載2回分で1話の構成で話が展開されている（ただし、第3話および第15話は1回、第10話および第18話は3回構成になっている）。
各話のタイトルは、ウルトラQ、ウルトラマン、ウルトラセブンなどウルトラシリーズのエピソードタイトルや、東宝の怪獣映画の題名をモチーフにしている。

## 概要
作者の伊藤が、（巨大化する）「女子変身ものを描きたかった」 と述べているとおり、『ありそうでなかった「巨大変身ヒロイン」漫画』と称している作品。女子が変身・巨大化する作品は他にもあるが、本作では特撮としての正当・王道を意識して描かれており、巨大特撮ヒーロー作品を意識した臨場感で描かれるまりかセヴンと怪獣の戦闘や、コメディタッチで描かれる日常的な光景から醸し出される往年の特撮番組のおおらかな作風など、特撮への愛情が感じられる。また、特撮作品に慣れ親しんだ日本が舞台であることから、まりかセヴンを視認した自衛隊員が「ヒーローっぽい」と発言するなどのメタフィクション的描写は、“特撮の国ニッポン”を再認識させると評される。
さらに本作は、パロディが多分に含まれていることも特徴で、これまでの特撮作品に似通ったタイトルである「ひみつの湖」や「三大怪獣!地上最大の決戦!!」、他作品を彷彿とさせる台詞 なども多い。加えて、球体の回収用デバイスを見た登場人物が「ナニモンボール」と感想を漏らしたり、まりかセヴンの手に装着されたアイテムを見て「何トラブレスレット」と突っ込むなど、前述のメタフィクション的要素を逆手に取った場面も描かれている。
なお、本作の原案は、伊藤が過去にとある4コマ漫画雑誌に読み切りで掲載した作品と語っている。

## 物語
ごく普通の女子高生である三條まりかが住む町を怪獣が襲う。怪獣を撮影しようとする憧れの先輩・田子ノ浦と一緒に町に出たまりかは何者かに操られるように町中を走り、気が付くと怪獣並みの大きさの巨人に変身して怪獣と戦うことになる。まりかはひょんなことから、東ヤ-20a星雲からやってきた宇宙人セヴンと融合してスーパーヒロイン・まりかセヴンとして宇宙から来た怪獣と戦うことになってしまっていたのである。やがて変身してもマイペースなまりかをよそに、彼女を巡って自衛隊が動きだし、田子ノ浦やセヴンの思惑も絡んでいくことになる……。

## 登場人物

### 主人公と友人
三條まりか
かさねヶ淵高校に通う女子高生。流れ星に願い事をしている時に地球に不時着したセヴン（まりかは流れ星と思っていた）と融合した。
性格はマイペースでかなりの天然、成績は全教科赤点という有様、平らな何もないところでも転ぶほどの運動音痴。セヴンからは「意志も体力もなくて冷え性で御しやすいダメ人間」「計画性がなく衝動的で投げやり」「全宇宙でもっとも巧妙さから縁遠い存在」と評価されており、使命感が皆無とは言わずとも基本的に個人的感情を優先させる。虫やタコが大嫌い（イカは大丈夫）であり、それらに似た怪獣が出現すると場合、変身して戦うことを拒否することも多い。また、友情に厚いと見られる行動も多い。
同じ高校の先輩・田子ノ浦に恋心を抱き、周囲からはカップルとして半ば公認されているが、その関係をカレシ・カノジョとして指摘されると赤面しながら否定する。田子ノ浦がヘンタイである事を否定しており（アレな人であると実は認識しているが）、頻繁にみられるダメ発言をかなり強引に曲解して肯定的に受け取り、彼が提案する作戦や変身ポーズ、それに伴うマニアなこだわりを熱心かつ素直に実行する。コードネームはウサギ。
まりかセヴン
まりかとセヴンの融合によって誕生した身長38メートル の巨人型スーパーヒロイン。
まりかと同じ三つ編みの髪が特徴的であるが、まりかがそのまま巨大化した訳ではなく、胸などにはまりかの願望が加味されている。まりかとセヴンの意思が同調しないとまりかセヴンは十分な力を発揮できないため、融合中は意識のみが可視化した空間で、まりか（三つ編みがほどけて裸の状態）とセヴンが会話することがある。基本的には、戦闘中もまりかの意思で動き、セヴンは助言役に徹するが、行動方針などが対立すると意識空間内で肉弾戦が行われ、勝者がまりかセヴンの制御権を得る。逆に、深刻なダメージを受けてもどちらかが無事なら再変身等が可能であるため、どちらかの意識が『逃げる』もしくは相方を『庇う』ことにより致命傷をさけられる。なお、会話に熱中すると外部への注意がおろそかになるため、しばしば怪獣にかじられる。
前述のまりかの運動能力が継承されるため、走ると転ぶ・足が遅い・泳げないという欠点がある。必殺技は「セヴンストライカー」など。背中から反重力エネルギーの羽を出して飛ぶことができるが、「すごく高くつく」のでセヴンは使いたがらない。等身大サイズへの変身も可能。
「まりかセヴン」の呼び名は田子ノ浦が命名して2ちゃんねるで広めた。それまでは「ブレイド（三つ編み）」のコードネームが官民において用いられていた。
セヴン
地球に不時着した際にまりかと融合・憑依してしまった宇宙人。その正体は東ヤ－20a星雲からやってきた銀河連邦所属のプログラム生命体で、宇宙的に希少な野生動物である地球人類の保護監視員である。人類に脅威を与えそうな怪獣を捕獲している途中、自らの不注意で怪獣たちを地球に逃がしてしまったために地球に降り立った。
まりか（及びまりかセヴン）を超人的な身体能力で動かすこともできるが、日頃から運動不足なまりかは筋肉痛に襲われるため嫌がる。前述の理由からまりかや地球人の感情を理解しようと努力している。次第に信頼関係・仲間意識を築きつつあるものの、彼女らの影響で投げやりで大雑把で横着な思考・言動が目立つようになり、サブカルチャーを理解し物真似を披露するなど妙な意味で人間臭くなってきている。毒舌家だが、本部の査定を気するなど小役人的な側面がある。小人サイズのホログラムでまりか達の前に現れたり、通信システムに侵入して人類と会話したりできる（人類の暗号通信は「ちょっとひねる感じ」で解読している）。強力な磁力の中では機能が正常に働かず、まりかとのコンタクトが断絶されて変身等が不可能になる。弱点はカプサイシン（唐辛子）およびアルコール等の刺激物。外見上は鼻が無いように見えるがあるらしい。
田子ノ浦
まりかの先輩で、彼女の憧れの存在。通称は「センパイ」。
一見眼鏡の似合う爽やかで知的なイケメンだが、大の怪獣及びミリタリーマニア、2ちゃんねらー、鉄ちゃん、ブルース・リー信者など趣味の範囲は幅広い。さらに、相当の膝の裏側フェチ でもある。キヤノン EOS 5Dを常備し、高性能かつ高価な撮影機材（Xactiなど）と編集機材を多数所持しており、タブレット端末の画像フォルダは18ギガもある。まりかに負けず劣らず運動が苦手で体育祭では戦力外扱いされるが、いつも無駄に不敵で冷静沈着である。その代わりと言っては何だが協調性は皆無で自分の都合のみを優先するためか、クラスに友達はいないが、本人は全く気に掛けていない。情報収集能力は高く、セヴンにはまりかに対するより状況説明がしやすいと評価され、怪獣の特性などにより怪獣対策機能が働かないケースでも僅かな手がかりから自衛隊より早く怪獣出現を察知した。反面、簡単なトラップにかかるなどその知識はかなり偏っている描写もある。セヴン・サエ・涼からは「ヘンタイ」扱いを受けているが、恋するまりかにはそうした部分が見えなくなっている（あるいは意図して見ない様にしている）。
まりかの良き相談相手となっている一方で、自らが考えた「まりかセヴン」の名前を2ちゃんねるを使って広めており（自衛隊がまりかセヴンの正体を掴む一因となった）、その主な目的は「まりかセヴン」の商標登録を抑えてストラップでひと儲けするためであった。3Dデータの意匠登録もしてフィギュアでも莫大な利益を得たが、3Dデータが各国の諜報機関から狙われたため中国のスパイと関わって、スパイ容疑をかけられたうえに莫大な負債を抱えたこともある。事業については、最初は上海に工場を設け、ベトナム工場の計画が頓挫した後にミャンマーに新工場を設けた。シュヴァルツの商品化も展開している。
まりかの新しい水着よりフィギュアのためのデータを優先するなど、まりかに対する普通の意味での感情には疑問符がつくものの、まりかのためにヘリコプターから飛び降りたり、彼女を背負って逃げたりするなどしている。まりかがごねて戦闘や変身を拒否しようとした際に説得できる数少ない人間であり、対怪獣戦においては数々の名案・迷案でまりかセヴンと自衛隊を勝利に導いているブレーンである。コードネームはタヌキ。
サエ
まりかの同級生で親友。名字は「三枝」だが、読みが「サエグサ」なのか「サエ」なのかは現在のところ不明。体操着には「サエ」と縫い付けられていた（まりかは「三條」）。
怪獣出現事件に巻き込まれてまりかセヴンの正体を知ったため、様々な事件に巻き込まれることになった。常識的な思考でまりかの身を案じているほぼ唯一の人物で、手刀打ちでセンパイを気絶させて黙らせるのが主な仕事。
登山が趣味のいわゆる「山ガール」で、方位磁石等を常に携帯している。体力があり、センパイをかついで逃げ回ったりテーザー銃の攻撃を受けてもかなり短時間で立ち上がったりする。コードネームはカメだが、このコードネームはまりかにこそふさわしいとサエ自身は不満に思っている。季節関係なくテンションが上がるとはしゃいで回り、周囲からは「犬」と称されている。

### 自衛隊
鈴森涼
自衛隊の情報部 に属する少佐。怪獣出現とブレイド（まりかセヴン）の関連性に気付き、2ちゃんねるの田子ノ浦の書き込みから解析してまりかやセヴンとの接触に成功。自衛隊とまりかセヴンの共闘関係を構築した立役者。花粉症。
自衛隊の広報活動の一環として週刊誌で水着グラビアを飾っていたこともある美女。「ミスさくらんぼ」になったこともあり、そのせいか海がらみの任務では自発的に水着姿になる。26話ではまりか達の文化祭の出し物（メイド喫茶）で制服のまま指名ナンバー1の座を獲得した。一方で、田子ノ浦に水着グラビアの過去を暴露された（週刊プレイボーイのグラビアは普通だが、週刊大衆のものは秘密らしい）ことや、まりか＆セヴンに振り回されるにつれ、彼らに感化されて大雑把で投げやりな言動・思考になりつつある。子供の頃になりたかった職業は女スパイである。
「怪獣は悪いやつだからじゃなくて怪獣だから倒す」のが信条。
佃
自衛隊情報部所属の女性一曹で、第1話から登場。鈴森少佐の副官。当初は防衛省市ヶ谷中央指揮所所属のオペレーターだったが、第7話以降コマンドトレーラー勤務になった。鈴森に代わってまりかや自衛隊員たちに適切な指示を出すこともある。鈴森の大雑把で投げやりな言動へのツッコミ役を務め、温泉入浴中の鈴森の「あ゛ーっ」としか聞こえない命令を聞きわける。鈴森が水着になるときにコマンドトレーラー内で水着を着用し、良いスタイルを披露した。眼鏡を着用している。冷え性。
メギルダ事件では鈴森の姿をしたメギルダに唇を奪われて涙を流すほど普段は控えめで清楚だが、酒が入ると一変して誰彼かまわずディープキスをする悪癖がある。ただし、本人はそれを覚えていない。
磯部
鈴森少佐の直接の上司、階級は明言されていないが参謀職に就いている上級将校。ムーミン似で小太りの冴えない容姿に反して、怪獣災害に直面して混乱するだけの上層部をアテにせず独自に行動を起こす辣腕ぶりを見せ、いざとなればまりかを排除してセヴンとの直接交渉も辞さないという冷酷な人物。国会議員の加納と交渉がある。初登場は第4話だが、苗字が判明したのは第13話。
黄瀬
航空自衛隊百里基地所属のパイロット。階級は大尉。F-35B（ピンキーパンチ1）を操縦し、まりかセヴンの戦闘を援護する。実は、まりかセヴンの情報を米軍に流す二重スパイをしている。胸が大きいのが自慢で、要領のよい皮肉家。名前はイエロー。
同じ作者（伊藤伸平）の作品『楽勝!ハイパードール』の主役ペアの一人、水無月舞佳に酷似している。
佐倉
黄瀬と同様に百里基地所属の大尉 で、ピンキーパンチ2のパイロット。黄瀬と共に二重スパイである。自分が「2」であることに不満がある。まりかとまりかセヴンを「宇宙人ちゃん」と呼ぶ。名前がピンク。
やはり『楽勝!ハイパードール』の主役ペアの一人、文月美憂に酷似している。
林原
海上自衛隊の大尉。護衛艦「まゆゆ」副長。グラビア時代の鈴森少佐のファン。
緋村
陸上自衛隊戦車部隊所属の大尉。レッドスコルピオン1の戦車長で、当初から積極的にまりかセヴンを援護しており、第8話ではまりかセヴン逆転勝利のきっかけを作った。操縦手は藤巻・砲手は佐古田という名前だが、作中には声のみの登場。まりかセヴンを「38メートルのお嬢さん」と呼んだり、「怪獣に踏まれて死ぬなんてある意味戦車兵の理想の花道」と発言するロマンティスト。名前がレッド。
海野
陸上自衛隊攻撃ヘリ部隊所属の大尉。コードネームはブルーサンダー。自衛隊で初めてまりかセヴンを目撃した人物で、「わりとカワイイです」という感想を漏らした。名前がブルー。
上条
鈴森の直属の部下で、実行部隊（黒メガネ）の長と目される人物。階級は大尉。タラコ唇が特徴。有能な人物として描かれるが、鈴森に振り回されている。
浦沢
防衛省防衛技術研究所の研究者で、ボサボサとした髪型に禁煙指定された場所でも平気で喫煙するだらしない印象の眼鏡の中年男性。初登場は第5話。第17話では、ブリザードンを倒すための秘密兵器として、開発していた冷凍光線兵器を提供した。子供のころにはマッドサイエンティストになりたかった。
加納
国会議員。防衛委員会メンバー。地球人による怪獣対策計画「TEXT構想」の発案者。初登場は第13話だが、第18話で身分などが明らかになった。まりかセヴンを「まりこセヴン」と呼ぶ。

### シュヴァルツとリト
シュヴァルツ＝メルダー
惑星連合所属の宇宙の賞金稼ぎ。ロングヘアの女性型の身体だが、猫耳としっぽがある。通称「ネコセヴン」。米軍に雇われている。
武器はセヴンソードを受け止められる両手の鋭い爪、手首の装身具から出すエネルギー剣（フェンシングそっくりの構えで用いられ、二刀流も披露している。）や特殊ワイヤー等で、必殺技はエネルギー球シュヴァルツクーゲルブリッツ。飛行能力の有無は不明 で、等身大サイズにも変身可能。雨を苦手とする。
風邪で弱っていたまりかセヴンに代わってコングレンを倒し、対ビエラ戦ではセヴンと互いの足を引っ張り合うなどしたものの、現時点では共同戦線を組んでいる。
斬矢シュレディンガー昴
シュヴァルツ＝メルダーの地球における仮の姿で、通称「シュバ子」。22話の最後に顔見せ程度に登場、24話で米軍の工作によりまりかのクラスに転入した。
表向きは人当たりが良く、気さくで上品、学業もスポーツも優秀な美少女なので、まりかをはじめとしたクラスメートたちからは性別問わず人気が高いが、賞金稼ぎらしく極めてビジネスライクかつドライな思考の持ち主。まりかに対しても友好的で、友人としても共に戦う仲間としても良好な関係を築きつつあるが、その言動からはセヴンとまりかの関係を崩そうとする魂胆も見え隠れしており、純粋な友情とは言い難いものがある。怪獣退治もあくまでビジネスであり、依頼とあれば殺人にも躊躇しない。
自分の正体を見抜いた田子ノ浦に一目置いており、彼のマニアなこだわりも素直に実行する反面、シュヴァルツのフィギュア化事業においてはとことんビジネスライクに接する。また、彼と親しげに接する様子は、まりかを嫉妬させている。
学校生活などの地球での暮らしを謳歌する反面、シュバ子やネコセヴンといった自分の通称やセンパイやまりかのマニア的思考や発言に関しては戸惑っている模様。住居は学校からは遠い米軍基地内にあると示唆され、緊急怪獣速報を含む一切の電波を通さない隔離環境。米軍のホワイトマンとはスマートフォンで通信するが、セヴンと同様の通信能力で暗号通信に侵入することもある。
リト
黒猫になりすましているシュバ子の相棒で、彼女と合体してシュヴァルツ＝メルダーに変身する。モバイガの毒にやられた際にはそのダメージを一手に引き受けるなど、まりかに対するセヴンのような存在だがプログラム生命体であるか否かは定かではない。
高い知能を持ち人語も自在に話すが、関西弁によく似た言葉でしゃべる。辛辣な性格で「連邦の公務員」であるセヴンに対しては特にそれが顕著。関わりあう人間が天然ばかりで、地球人の思考が自分の理解を越えたものだらけなのでもっぱらツッコミ役に徹している。

### その他
ジョン・ホワイトマン
米軍の対怪獣戦闘作戦指揮官。階級は大佐。第12話で厚木基地に赴任した。アフリカ系。佐倉大尉の情報を受け取っている描写があるが、二重スパイの存在に気付いているかどうかは不明。「TEXT構想」では自衛隊と協力関係にある。シュヴァルツと契約し怪獣退治業務を委託している。シュヴァルツのフィギュア商品化にも動いている。
牧野雄次
フリージャーナリスト。制限区域内で電子メディアなどを収集、政府が隠蔽していた怪獣災害の真実を報道することを使命としている。水戸に家族がいる。28歳。
まりかの変身する場面を目撃、撮影に成功するが、国家機密以上にまりかの人生を守ろうとする上条大尉の言葉の前に発表を断念した。
三波洋
日本人宇宙飛行士。第18話で登場。
ISS滞在中にブローダに遭遇。じゃんけんに勝って先行してソユーズ宇宙船により帰還し、ロシア軍戦闘機を使って鈴森少佐に情報をもたらした（三波がなぜ鈴森少佐を知っていたのかは不明）。
イケメンで、鈴森の好みであったため積極的なモーションを受けたが、ブローダ退治後にISSに同時に滞在していたロシア人宇宙飛行士イリーナ・ベレゾフスカヤと結婚した。
レオ
ISS滞在中の宇宙飛行士。名前から英語圏の人間と推測されるが国籍は不明。第18話に登場。じゃんけんが苦手。
イリーナ・ベレゾフスカヤ
ロシア人宇宙飛行士。第18話で登場。
ISS滞在中にブローダに遭遇。じゃんけんに負けたため、最初の二人の帰還には含まれなかったが、危機の中で愛をはぐくみ、帰還後に三波洋と結婚した。
城之崎
テレビアクションのプロデューサー。オタクっぽい発言をする。第9話で登場したが、名前が判明したのは第19話。
根室美津代
ピザッツ精工 に勤務している派遣社員。宅地建物取引士・第二類危険物取扱者・大型特殊運転免許・簿記一級・英検二級など数々の資格を持つキャリア志向のOLだが、本番に弱いらしく第一志望への内定が取れない。さらに、パラゾイドの出現で勤務先まで失い、将来への希望を無くし鬱屈した感情を抱えていた。
実はパラゾイドの本体に寄生されており、ストレスを感じると無意識にパラゾイドの影を出現させていた。パラゾイド本体に精神まで乗っ取られると、超人的な身体能力を発揮して武装した自衛隊員を蹴散らすほどに暴れるが、シュヴァルツに本体を破壊されて元に戻った。
事件解決後は建築解体業者に就職、資格を活かしてホイールローダでピザッツ精工跡の瓦礫を笑顔で撤去する溌剌とした姿を見せた（この性格の変化はパラゾイドと同化した影響で、脳機能の一部が変化した結果とされる）。
無名の登場人物
本作には名前のない登場人物が、準レギュラー的に多数存在している（眼鏡の警察官とその相棒、黒メガネの自衛隊情報部員達、まりかとサエの友達の女生徒二人、まりかの担任の女教師、かさねヶ淵高校の校長、土産物屋のおじさん、米軍の諜報員コンビ、等）。

## 登場怪獣・宇宙人
ゴリアデス
恐竜型怪獣。身長50m以上。かさねヶ淵高校周辺の市街地を破壊した。登場エピソードでは一切名前を呼称されず、金属生命体メギルダが過去の怪獣の情報を基に変身してみせた第9話後編で名前が判明した。
カリウス
宇宙寄生体。体長10センチ程度のタイノエに似た群体生物で、テレパシーのようなもので繋がっているゆえ、一匹が苦痛を感じると他の仲間全てに伝播する。準レギュラーのメガネ警官を含む多数の都民の体内に寄生、栄養摂取のため宿主の食欲を刺激して都内各地で無銭飲食を行わせていた。十分に栄養を蓄えると大量の幼生を産む。寄生相手の全員が意識を乗っ取られるわけではなく、宿主の中には普通にバスの運転手をしていた者もいる。セヴン同様に化学刺激物質を苦手としており、これを使われた苦痛から一斉に宿主の体を捨てて合体・巨大化した。
巨大化後の身長は58メートル、体重は1200トン。ダイオウグソクムシによく似ている。口からの火炎放射や火炎弾が武器で、球体状に変形して身を守る。東京スカイツリーを破壊した罪を全て押し付けられた。
プレシウス
首長竜型怪獣。茨城県北部の竜神湖に出現。当初はUMAと思われていた。ブラックバスなどの湖の魚を食べつくし、餌を求めて上陸。
5話では保護監視員として働くセヴンに捕獲される怪獣の例としてイメージで登場している。
テラバーン
飛行能力のある鳥型怪獣。マズル星人によって操られていた。さいたま新都心付近に出現後、都内に移動して口からの怪光線で破壊活動を行う。
航空自衛隊の新型戦闘機ピンキーパンチ1・2と戦闘中にセヴンストライカーによって倒された。
マズル星人
宇宙の武器商人。銀河中央協約に基づいた兵器開発をおこなっており、テラバーンのデモンストレーションのために街を破壊した。初回の登場では、飛行したまりかセヴンによって円盤を破壊され倒された。
その後、新商品グテプラケネスのテストのために別グループが地球へ来訪。グテプラケネスと母船を失うと、銀河中央販売戦略最終奥義で合体・巨大化。まりかセヴンとのビジネス交渉が決裂すると実力行使を開始する。怪光線ソリュージョンビームや指にあたる触手によるイノベーションアタックを用いて互角に戦う一方、地球に怪獣をばら撒いたセヴンの責任を指摘して彼を落ち込ませた。
ベベルギウス
昆虫のような形状の怪獣。6本の脚、物をつかめる構造の指のある前肢、はさみのついている尾を持つ。特殊な攻撃能力は不明。セヴンソードによって倒されたが、断面から悪臭を放つ体液を放出したため、セヴンストライカーによって灼かれた。
グランケ
イカ型怪獣。体長200m以上、水中の速度は40ノット。10本以上の足（田子ノ浦によれば触手）を持ち、しめつけて護衛艦「たかみな」を沈没させた。六畳島近海に出現。体表が粘液でコーティングされており、水中では魚雷や砲弾などのあらゆる物理的な攻撃を無力化できる。水の外でもファランクスの弾丸程度は跳ね返す。アクティブソナーの音波でひきよせられ、海上自衛隊・まりかセヴンの連合軍と戦った。最終的に成層圏からの逆落とし攻撃によって倒された。
デスガイラ（別名ニャンゴロス）
草食怪獣。湾岸地区に出現。戦闘能力はほとんど無いが、防御能力は高い。一日に2トンの草を食べ、一年で丹沢山塊を丸坊主にすることができる。第一形態の状態では角や長い尾をもち戦闘的に見えるが、第二形態ではカワイさを武器にまりかセヴンの戦闘意欲をそいだ。その姿を見た一般人の保護運動（ニャンゴロスの名は保護団体による命名）により、陸上自衛隊の行動も阻まれたが、セヴンが持っていた最後の怪獣回収用デバイスによって捕獲された。
第11話ではまりかがナジャスの毒で戦闘不能になった際、田子ノ浦の判断でデバイスから解放され時間稼ぎに用いられたものの、あまり役に立たなかった。第21話のダルードとステラゴンの戦いに向けて使われたが、同様に役に立たなかったばかりか、逃亡して南房総市で山林を食い荒らした。
バルキブロス
二足歩行をし、頭に角・両肘に鋭い刺・口角に牙をもつ怪獣。海から湾岸地区の工場地帯に上陸。体は固い鎧で覆われている。体の前面の器官が熱や爆発のエネルギーを吸収するため、迂闊な攻撃は餌を与えるのに等しい。またこの器官から強力なエネルギー波を発射、背後に回ろうとした相手には長く強力な尻尾で攻撃する。
セヴンストライカーの攻撃を吸収、セヴンソードも両肘の刺で巧みに防御してみせた強敵で、セヴンも特に警戒していた。エネルギー波を発し、まりかの精神を庇ったセヴンのデータに損傷を与えた。自衛隊の陽動によって背後に回り込んだまりかセヴンに、鎧の隙間からセヴンソードで貫通されて倒された。
メギルダ
液体金属生命体。分裂・増殖を繰り返す事により相当数存在している。基本的に知性は存在しないが、生命体との接触や電波や電磁波等を通じて記憶や情報をトレースする事によって自在に変身、知的生命体の如くふるまう。通常の弾丸ではひるむだけだが、高圧電流が弱点でテーザー銃の電撃により液体化した。
ネットから仕入れた情報により鈴森少佐のキャンペーンガール時代の裸体の姿を持ち、光る痴女として出現した。金属が好物で人間から情報や記憶を摂取するついでに、ズボンのチャックからパトカーまで金属製の物体を手当たりしだいに食べた。人類との共存は不可能と判断した後は、記憶をトレースした田子ノ浦の思考パターンの影響により自らが地球の支配者になると宣言、まりかセヴンの姿へと合体・巨大変身した。サエの姿でまりかのファーストキスを奪っている。
ニセまりかセヴン
メギルダの巨大戦闘形態。登場直後は本物同様おさげ髪だったが、自らほどいてウェーブのかかったロングヘアにしている。他にもブーツがハイヒールであるなど細かい違いがあるが、基本的には本物と同じ形態である。エメリウム光線やパンチレーザーそっくりの構えで額から光線を発するが、ゴリアデスに変身した際にもこれを使用した。これはセヴンいわく「オリジナルの思考がないから個々の情報の関連付けができない」ためで、同様の理由でセヴンストライカー等も使用できない。情報に飢えているのは変わらず、セヴンの提案による自衛隊とTV局の共同作戦での田子ノ浦の「存在しない」画像フォルダを電波に乗せて流され、著作権や放送倫理上問題のある姿に次々と変身した挙句、サエの顔に鈴森少佐の体（全裸）を持つ巨大美女となった後、まりかセヴンの怒りと嫉妬の電撃で倒された。
グテプラケネス
マズル星人の新商品である生体兵器。テラバーンの時と異なり、セヴンも正確な知識を持っていない（名前もロクに知らなかった）。かなりの高度から落とされても問題なく活動できる頑強さと生命力を持ち、四足歩行と二足歩行を状況に応じて使い分ける。武器は尻尾と両側頭部に生えた巨大な角から発せられる電撃で、背中に生えた三本のトゲ以外に弱点はない。
メギルダ戦後に本調子ではないまりかセヴンを苦戦させるが、まりかが元気を取り戻すとセヴンソードであっさり首を落とされた。
ナジャス
ヘビ型怪獣。コブラのような形状で体の横にとげが並んでいる。口から熱線を発する。鋭い牙と尾の先には毒針を持ち、情報伝達を電気的に遮断する毒を注入する。
海から出現して江の島の灯台を破壊。セヴンを庇ったまりかの意識を毒で麻痺させた上で飲み込もうとした。その後、自衛隊に誘導されたジライヤーと戦い、ジライヤー諸共に倒された。
ジライヤー
カエル型怪獣。頭に二本の角があり、アマゾンツノガエルによく似ている。得意技は体当たり。唾液にナジャスの毒の解毒作用がある。
田子ノ浦の家の近所に出現、彼の提案を受けた自衛隊によって海に誘導されナジャスと戦う。田子ノ浦の戦略により、まりかセヴンを飲み込んで毒を中和したが、ナジャスとともにまりかフライングクロスソードで倒された。
ガルムンガ
超低周波怪獣。短い一本角にニワトリを思わせるクチバシを持つ四足歩行タイプで、背中には翼を彷彿させる斧型の背びれが2枚生えている。この背びれは振動板になっており、大気中の振動から危険を察知すると振動させて破壊レベルの超低周波を放つ事ができる。
体育祭中のかさねヶ淵高校の校庭に出現する。セヴンいわく強さと危険度は“並み”であるにもかかわらず、体育祭の競技をセヴン任せにしたツケで激しい筋肉痛に見舞われたまりかセヴンでは勝負にならず、90式艦対艦誘導弾も超低周波で無力化した。田子ノ浦の提案により超低周波を筋肉痛の治療に利用されると、回復したまりかセヴンにあっけなく仕留められた。
モルバリク
暴食怪獣。瓶底のような眼球、爬虫類的な特徴を持つ扁平なボディ、クモやゲジゲジを思わせる節足を持つ水陸両棲の怪獣。セメントおよびコンクリートが好物で、洋上でセメント貨物船を襲撃した後に都内に上陸、ビル等を片っ端から食い荒らした。食べたコンクリートの結晶は背中の無数のトゲとなっており、これをミサイルのように連射して武器とする。トゲの弾幕は新型ミサイルASM-3はおろかセヴンストライカーでも突破出来ない。
その暴食ぶりがダイエットに腐心するまりかの逆恨みを買うが、田子ノ浦の入れ知恵でビルを被って接近したまりかセヴンを丸呑みしてしまい、体内で発射されたセヴンストライカーにより爆散四散した。
ガライバ
岩石怪獣。山中の怪獣秘宝館に展示されていた故障した怪獣回収デバイスから出現した。頭部は特殊な結晶構造を持った物質で構成され、体内はその物質を生成するために高温高圧であり、口から溶岩状の高熱物質を吐き出して敵を攻撃する。頭部の固さはセヴンストライカーでも歯が立たない。
大量の米軍無人攻撃機と巡航ミサイルによる攻撃も平気であったが、怒って赤熱化した際に田子ノ浦の提案で貯水池に落とされ、構造が脆くなったところで米軍がトドメを刺した。
ギガザ
攻殻機動獣。カニに酷似した容姿を持ち、横方向への機動性が異常に高く（前後にも自由に動ける）、高い防御力を持つ外殻に体が覆われている。武器は鋭い両前脚のハサミと口腔から吐く強力な溶解泡で、特に後者はまりかの肉体の保護を優先しなければならなかったため、彼女の衣服が消滅してしまうという事態が起きた。
サエ宅でのカニ鍋パーティーに浮かれるまりか達の前に出現、カニ鍋を楽しみに食事を抜いていた挙句自分を巨大なカニ鍋と見間違えたまりかセヴンをハサミと溶解泡で打ち負かし、空海からのミサイル飽和攻撃にも脚一つがもげただけであったが、最後はセヴンストライカーの接射で吹き飛ばされた。
ブリザードン
冷凍怪獣。体の周囲に生えている冷気塔から強力な冷気を放出し、周囲の熱エネルギーを吸収し低温化する。また、口から熱線を吐くこともできる。
高熱放射で暖をとりつつ接近攻撃を試みたまりかセヴンを凍結させた。冷凍怪獣のため当初は熱に弱いと思われたが、逆に熱が餌（エネルギー源）であることが判明すると、防衛研究所の浦沢が秘密裏に開発していた冷凍光線銃を利用して倒された。
ブローダ
浮遊怪獣。その別名の通り円盤状の本体は宇宙空間に浮遊しており、背面には太陽電池を持つ。また、球状の端部を持つ腕があり、本体とよく似た模様の鳥型怪獣を分身のように形成できる。周囲に電磁波のバリアを持ち、電子的な計測は困難だが可視光による観測は可能。真空中に浮遊しているためか鳴き声は特にない。
日本上空の衛星軌道に出現し、各国の人工衛星の太陽光パネルを食べる一方、多数の鳥型怪獣を日本国内に派遣してビルの窓ガラスや土中の珪素を食い荒らした。最終的に太陽光をエネルギー源として地球を覆いつくすまで成長するとされ、地球から日照を奪って生物や文明を滅亡させる危険性があったが、電子機器への悪影響が懸念され核攻撃も出来なかった。ロケットに乗ってきたまりかセヴンによって大気圏に突き落とされ、自衛隊の巡航ミサイルに仕留められた。
ガリヤスタ
結晶怪獣。射程が200-300メートル程度の結晶化光線により、あらゆるものを結晶化した後に捕食する。体は巨大なダイヤモンドで覆われており、非常に硬度が高いが、熱には弱い。
セヴンのアドバイスにより焼夷弾攻撃が計画されたが、体が巨大なダイヤモンドであることを知った鈴森・佃・サエの共謀により作戦は中止された。さらに、資金に困っていた田子ノ浦が生け捕りを指示したが、体を覆うダイヤモンドはまりかセヴンの攻撃をまったく受け付けず、近接状態で口蓋内部へのセヴンソード＆セヴンストライカーを連続で攻撃することで倒された。ガリヤスタの倒れたあとに落ちていた大量のダイヤモンド片を原資として、怪獣被害復興予算が増額された。
マキューア
液体怪獣。水を媒介にして生物に憑依、水分を制御してその生物の心身を操る。これといった武器はないが、分裂して多数の生物に憑依する人海戦術で敵と認識した相手を襲う。
ゲリラ豪雨を装ってかさねヶ淵高校のプールに侵入、スプリンクラーを利用して分身を校舎の中の生徒達や自衛隊情報部員など多数に憑依させてまりか達に襲い掛かった。田子ノ浦のアイデアで、家庭科室に大量に死蔵されていた食塩をプールに投入されると、浸透圧により水分を失い、分身達と再合体したところで、体内に飛び込んだまりかセヴンの高熱放射により蒸発した。
ダルード
亀甲怪獣。カミツキガメに似た風貌で、セヴンソードも通さない防御力のある甲羅を背中に持つ。攻撃を受けると頭と手足を甲羅に格納する。長くのびる首による噛みつきや前脚によるパンチで攻撃する。
ステラゴンと同時に出現してまりかセヴンに対して共闘、甲羅をステラゴンの盾とした。
ステラゴン
凶鰐怪獣。口から発する破壊光線と、強い顎を使った噛みつき攻撃を武器とする。
ダルードと同時に出現してまりかセヴンに対して共闘した。遠距離攻撃能力を持たないダルードに代わり、破壊光線で自衛隊を攻撃した。
ザンジバル
磁力怪獣。四足で歩行し、顔には五つの目があり、尾の先はU字磁石に似ている。自動車すら吸い上げる強力な磁気を常に体から発しており、東京西部の都市機能や自衛隊の怪獣対策機能を麻痺させたため、住民も自衛隊は事態の把握が遅れた。磁力を増幅させる際、腹部が輝く。
尻尾で吸い寄せた自動車等の鉄塊を高速で射出するリニアレールガン攻撃を行う。連射できる上に長射程も長い武器であるため、まりかセヴンも防戦一方であった。物理的に強い衝撃を受けると一時的に磁力が弱まるのが弱点。
コングレン
火焔怪獣。ガライバに酷似した容姿を持つが持つが頭頂部が三つにわかれており、身体側面には無数の穴が規則正しく並んでいる。武器は頭頂部を活かした突進と側面の穴から放射する7000度の高熱火焔。ガスもしくは液化ガスを主食にしている。
ガスを摂取するため都内のガスタンクを襲撃、大規模な火災を巻き起こした。まりかが風邪を引いたために本調子が出ないまりかセヴンを苦戦させるが、シュヴァルツによって倒された。
ビエラ
プラズマ怪獣。複眼と虫のような甲殻に包まれている。腕に長い指があり、そこからプラズマ光球を発射する。
モバイガ
螺旋貝獣。別名通り螺旋貝型の怪獣で、先端に毒針を備えた多数の触手を持つ。これには強力な再生能力があり、切断されても即座に復元される。
まりか達を出し抜いて単身挑んできたシュヴァルツを毒針で窮地に追い込むが、まりかセヴンによるセヴンストライカーの接射で『壷焼き』にされた。
バグモン
大蜘蛛怪獣。肉食性で地球のクモ同様、捕縛した獲物に消化液を注入して内臓をすする。武器のクモ糸は、まりかセブンの腕力をもってしてもちぎれない。巨大な成体と無数の小型の幼体が存在し、幼体達は都内の某工場に潜伏してそこの経営者を餌食にした。火には弱く幼体なら火炎放射器で焼き払える。セヴンはバグモンの知識を持っていたにも関わらず、まりかの虫嫌いを懸念してあえて事前に説明しなかった。
自衛隊の手で幼体があらかた倒された後に出現した成体は、駆けつけたまりかセヴンとシュヴァルツにより倒されたが、その死骸からも幼体が大量に孵化たため、まりかセヴンとシュヴァルツの手で地道に駆除された。
バリアント
有刺怪獣。背中に生えた巨大な六本の刺から電磁バリアを発生させ、セヴンストライカー＆シュヴァルツクーゲルブリッツの同時攻撃も通用しない。なお、バリア発生時には一時的に電磁ノイズが発生する。
2月13日に路地裏に転がっていた怪獣回収デバイスから復活して暴れるが、頭上にバリアの隙間があることを田子ノ浦に見抜かれて、まりかセヴンとシュヴァルツの合体必殺技バレンタイン・キックで刺を折られた後に倒された。バリアの隙間については、バリアントの進化の過程で遭遇した敵が全て陸上生物だったため（＝頭上からの攻撃を受けない）からだと田子ノ浦は推測している。
パラゾイド
暗黒怪獣。本体は小さな球体で、知的生命体の負の感情を増幅させて巨大な怪獣型の分身―――影を作り出す。この影は寄生相手によって形が変わるため、セヴンも影とパラゾイドの関係性に気づくのに時間がかかった。
本体に特に武器は無いが、寄生相手を制御して超人的な身体能力を発揮させる。影の武器は鋭い両腕の爪と両目からの怪光線で、本体からエネルギーが供給される限り全くの不死身であり、一瞬にして何の痕跡も残さず消滅するので追跡も不可能であった。
知的生命体の負の感情によって次元位相差エネルギーを操る宇宙的に稀有な生物（宿主の精神的な拠り所を意図的に破壊する性質がある）であり、幾多の星間文明がその能力の制御を試みたが成功せず、危険性も利用価値も薄いので放置されていた。人間に寄生する点や次元位相差エネルギーを駆使できる点など、ある意味まりかセヴンのネガ像と言うべき存在である。
エレゴラス
電甲怪獣。ヘラクレスオオカブトに酷似した容姿を持つが、肢の数は四本で、必要に応じて四足歩行と二足歩行を使い分けることができる。セヴンストライカーすら弾き返す防御力と怪力を誇り、田子ノ浦は短距離ながら飛行能力も有していると推察した。主食は電気であり、最大の武器も巨大な二本の角から放つ電撃放電である。
電気欲しさに埼玉県の山奥の変電所を荒らした後、東埼玉蓋馬車町を通過して江戸川河畔にある首都圏外郭放水路庄和排水機場を襲撃した。虫嫌いを起こしたまりかを一度は討ち破り、再変身したまりかセヴンと調圧水槽内で激闘を展開。放電器官である角の片方をセヴンソードで折られ、まりかエレクトリックサンダーで過充電状態にされて大爆発を起こした。
レリカー星人
恒星間の次元特異点に近い地球を開発して利益を得んとする「地上げ」目的の侵略者。非常に自惚れの強い性格で露骨に地球人を見下している。光の点滅と波長の変化で会話するが、地球人と会話するために仮面型の翻訳機を装着した（ただし、レリカー星人の概念では口はあくまで摂食用の器官であり、唾液などを出す口から音波を発して会話するのは不衛生な行為である）。素顔はタコのごとき触手が口腔に当たる部分に生えており、ここから吐く怪光線が武器。
田子ノ浦の理想の膝の裏を持つ美女に化けて彼に憑依、デートを装って誘き出したまりかをテロリストに狙わせるよう仕組んだ。地球には2人で来訪しており、正体を見抜かれて巨大化した後は田子ノ浦を人質にまりかを翻弄するが、田子ノ浦を取り込んでいた方が彼に意識や思考を乗っ取られたことが敗因となった。
グラビラー
反重力怪獣。角から発するリング状の光線で物体にかかる重力に干渉してその挙動をコントロールする生物兵器。だが重力波エネルギーを消耗すると動作が不安定になった挙句、一切の機能が停止して外部からの操作も一切受け付けなくなる失敗作であり、創造主のパズゼア星人に遺棄されて野生化した。機能停止した場合、全エネルギーが防御システムに回されるため、倒すのが非常に困難になる。
パズゼア星人にエネルギーを与えられ再起動した後、彼らからもたらされたブレスレッドを駆使したまりかセヴンに仕留められた。
パズゼア星人
グラビラーの生みの親である宇宙の商人。犬に似た愛らしい容姿の持ち主で、まりかと佃も思わず心ときめかせた。自分たちの社会理念上直接グラビラーを殺すことができないため、まりかセヴンに実験兵器のブレスレッドを与えて殺害を依頼した。
グラビラー殺害成功後はブレスレッドを売りつけようとするが、セヴンに脅され試験モニターという名目で無償で提供させられる羽目になってしまう。
グライブ星人
地球の野生生物を非合法に排除し、地球の再開発をもくろむ宇宙人。本体はタコのような形態だが、人間型の宇宙服を装着する。宇宙服の趣味が悪い。地球人の排除に邪魔なまりかセヴンの抹殺を計画。暗殺機人タマミネーターに乗り込み、まりかセヴンをエネルギー結晶体障壁で拘束した。宇宙船は遮蔽されていたが乗り捨てた宇宙服の解析から位置を突き止められ、ピンキーパンチとシュヴァルツの攻撃で倒された。
暗殺機人タマミネーター
グライブ星人がまりかセヴン撃退のために導入した黒い 巨大ロボット。人間サイズのときは「タマミ」という名札のついたスク水を着た少女の姿をして戦うが、グライブ星人が乗り込み巨大化する。セヴンストライカーやセヴンソードが効かない。目から強力な光線を発射してまりかセヴンを機能不全にし、エネルギー結晶体障壁に閉じ込めた。宇宙船からの制御が不良になったすきにセヴンソードによって倒された。

## 用語
アーニー
米軍のスパイを装っている佐倉大尉が米軍士官「ビッグバード」と通信する際のコードネームである。アーニー、ビッグバードともに米国製子供番組セサミストリートのマペットのキャラクター名だが、同様に二重スパイである黄瀬大尉のコードネームは不明。
アームズ・ギア
31話でパズゼア星人が提供した手首に装着する武器。盾・槍・鞭などに変形する。「手首の内側のスジをぐっと引き、下腹に力をこめてシュッと前に押す」と使えるようだが、使用法が難しいために勝手に形を変えるデモンストレーションモードが存在する。登場時は名前がなかったが、32話で使用した際にまりかセヴンが叫んで判明した。
牛野屋
作品世界における全国的な牛丼チェーン店。吉○家ではない。まりかとセヴンが田子ノ浦を交えての話し合いをおこなった場所で、寄生体カリウスにより被害を受けた。
エネルギー結晶体障壁
グライブ星人がまりかセヴンを閉じ込めた十字型の檻。次元位相差エネルギーを遮断する効果があり、時間が経つと虚数空間に吸収されて消滅する。
NHKのライブ映像
テラバーンの映像を30キロ以上離れて撮影し鮮明化した。
女投げ
投擲の際に肘から先だけを使う投げ方。通常は飛距離が出ないため不利。まりかセヴンが4話でマズル星人の円盤に向かって瓦礫を投げるときに使用した。マズル星人の語彙にも存在した宇宙的に共通な概念らしい。
回収用デバイス
セヴンが捕獲した怪獣を収容・封印するために用いていた装備で、野球のボールよりも少し大きい金属製の球体。怪獣を逃がした事が原因で一つしか残っておらず、セヴンは強力な怪獣に備えて温存するつもりだった。破損して放置されていたこれから怪獣が復活するケースもある（第14話、第27話）。田子ノ浦や鈴森少佐の部下らは「ナニモンボール」と呼ぶ。
怪獣
たいていの場合巨大で街を破壊する能力を持つ生命体。日本の自衛隊は国民の生命財産を守る立場から基本的に破壊する方針をとっている。関東地方近郊に出現する多くの怪獣は、セヴンがうっかりしてばらまいちゃったもの。
怪獣出現地点
怪獣が出現した地点。20キロ圏内が緊急避難地域、30キロ圏内が計画的避難地域になる。怪獣は移動するため避難地域も移動するので運用が難しい。
ガ壱號作戦
田子ノ浦が発案した対ブローダ作戦の名称。宇宙空間に無人貨物宇宙船こうのとりで搬送したガラス片をまき、鳥型分身の気をそらせた隙に本体をたたくというもの。こうのとりは与圧部を持っているため乗員の搭乗も可能（現実では有人飛行は行っていない）であり、セヴンが飛行機能を使うことを頑強に阻んだため、ブローダを倒すためにまりかが搭乗した。
なお、藤子・F・不二雄原作の漫画『超兵器ガ壱號』と名称が似ており、本作と同様に「漫画アクション」に掲載されていた。
キヤノン EOS 5D
田子ノ浦所有のデジタル一眼レフカメラ。怪獣出現などの異常事態を期待して学校に毎日持参していた。作中では「EOS5D」と説明されているがフルデジタルで動画がとれるという発言から、後継機の「EOS5D MarkII」と思われる。
銀河中央
後述の銀河連邦と異なる星間組織。マズル星人が属する。
銀河連邦
セヴンが所属する星間組織。査定が厳しい。実在する地方公共団体共同組織である銀河連邦とは無関係である。
緊急怪獣速報
怪獣が出現すると携帯端末にむけて「緊急怪獣速報　XXXに怪獣出現。強いアレに警戒してください。（警察庁）」（XXXには地名が入る）という通知が送られ、警報音を発する。緊急地震速報に酷似しており、「強いアレ」は「強い揺れ」のパロディであるが、具体的に何を指すものかは不明。安い携帯キャリアと契約すると鳴らないものもある。なお、第31話では都県が「緊急怪獣警報」を発令しているという説明があるが、緊急怪獣速報との関連性は不明。
グリフォン
百里基地に所属しているF-4戦闘機部隊のコードネーム。
激辛キムチ牛丼
牛野屋におけるまりかのお気に入りのメニュー。これを食べた事によりセヴンがカプサイシンを大の苦手としている事が判明した。
高熱放射
正式名称は不明。腕を前に組み、背中にある光の翼発生器官から高熱を放射する。第3話でプレシウスの戒めから逃れる際に初使用した。第17話ではこれで身体を保護しながらブリザードンに接近していた。
護衛艦
海上自衛隊の所有する戦闘艦の呼称。こんごう型護衛艦こじはる・たかなみ型護衛艦DD116たかみな・ひゅうが型護衛艦 DDH183まゆゆ・ミサイル護衛艦DDG188ぱるるなどが登場しているが、「たかみな」はグランケの攻撃とまりかセヴンの八艘飛びの衝撃で沈没している（第6話における海上自衛隊の損害は、米軍の統計によれば駆逐艦沈没1、大破6、中破1、対潜ヘリ空母中破1）。
各艦の名称は現存しない架空のものだが、いずれもAKB48メンバーの愛称である。なお、伊藤伸平は年季の入ったアイドルオタクでもあり、本作はアイドルなどのサブカルチャー要素を「全部入りで融合させる」と話している。
コマンドトレーラー
鈴森少佐が指揮する自衛隊情報部の移動司令部。ベース車輛はアメリカンタイプの大型トレーラートラックで、通信設備が充実しており仮眠室などの他、上部にファランクスCIWSを4基格納している。
サラマンダー
自衛隊のF-2戦闘機部隊のコードネーム。
次元位相差エネルギー
まりかセヴンが変身したり戦ったりするときに使用するエネルギー。無尽蔵にあり、取り扱いを間違えると星を滅ぼす可能性がある。
シュヴァルツクーゲルブリッツ
シュヴァルツの必殺技。エネルギー光球を敵に投射し、大爆発を引き起こす。
スカイラーク
自衛隊の無人偵察ヘリのコードネーム。
セヴンストライカー
まりかセヴンの武器の一つ。手から光線を発して敵を倒す。不連続な時空空間の位相差をエネルギーとして収斂するもの。手先に力をこめてギュウーって出す。水中で使用すると高いエネルギーのために巨大台風を発生させるため危険。怪獣の防御力が極端に高い場合、密着してからの接射で相手を仕留める描写がたびたび見られた。
セヴンソード
まりかセヴンの武器の一つ。両手から光線を出して敵を切断する。前腕部の手の甲側からぐっと前に押すと出せる。しまわないと出っぱなしになるので危険。ピンポイントバリアとしても使用が可能。
ソユーズ宇宙船
スペースシャトル退役後、ISSへの有人飛行が可能な唯一の宇宙船。劇中では2人だけ脱出に成功するが、通常は2機体制なので4人の脱出が可能である。
チェックメイトキング2、こちらホワイトロック
メギルダ捜索を行う田子ノ浦達が用いた無線コールサイン。田子ノ浦がホワイトロック、まりかがチェックメイトメイトキング2を使用。米国製テレビ番組『コンバット!』における無線コールサインと同じである。
TEXT構想
日米の軍関係者が協力して人類だけで怪獣と戦うことを計画した構想。15話ではじめてホワイトマンによって名前が明らかになり、18話で加納によって概念が語られるが、詳細はついに明らかにならなかった。
テーザー銃
ワイヤー針タイプと呼ばれるスタンガンの一種で、有線の端子を標的に射出、高圧電流を流して標的を制圧する。アメリカのテーザー社製品が著名なためワイヤー針タイプのスタンガンの総称として多くこの名が用いられる。自衛隊情報部によるセヴン捕獲作戦では全く効果が無かったが、後の対メギルダ戦においてはかなりの戦果を挙げた。なお、劇中では田子ノ浦に対して最も多く使用されている（5話・9話・20話・21話・26話）。
テレ東
テレビ東京の略称。何らかの緊急事態でもアニメなどの通常番組を番組表どおりに放送することで有名であり、第1話で田子ノ浦が怪獣関連の臨時ニュースの録画を母親に依頼する際に録画対象から除外した。
トイザらス
アメリカの巨大玩具企業。ホワイトマン大佐がシュヴァルツの商品化権の交渉をしていた。
東京急行
冷戦時代にあった、ソビエト連邦軍爆撃機等による航空自衛隊に対する嫌がらせ。東京急行電鉄（現・東急電鉄）とは無関係である。
2ちゃんねる
日本最大の掲示板サイト。田子ノ浦がよく情報収集に使っている。情報も多いがガセネタも多い。
ノンレム睡眠
眼球運動が観測されない深い眠りの状態をいう。通常は簡単には覚醒しないが、まりかは田子ノ浦の呼びかけにより一瞬で目覚めることができる。
パーマン
藤子・F・不二雄原作の漫画の主人公及び作品名。耳あてやマスクの形がセヴンの顔と似ているとまりかに指摘された。
東ヤ－20a星雲
セヴンの出身地。元ネタはコミックマーケットのサークル出展表示から。
ひぐらし荘
G県膝見縄温泉にある温泉旅館。第15話で自衛隊所属の対怪獣部隊の慰労会が行われた。なお、サウンドノベル作品『ひぐらしのなく頃に』に名前の類似する架空の村落雛見沢村が登場するが、同村は岐阜県（G県）白川村をモデルに設定されている。
ビッグバード
米軍のスパイである佐倉大尉の通信相手のコードネーム。米国製子供番組セサミストリートの着ぐるみのキャラクター名と同一である。
ピンキーパンチ1・2
航空自衛隊の実験1号機及び2号機のコードネーム。機種は垂直離着陸機能を持つF-35Bで、米軍による新開発のビーム兵器（キャピタルインベスティメントレーザーと呼称された事もある）を搭載している。百里基地所属。
ブラックビートル
自衛隊情報部の非武装小型ジェットヘリ。機種はMD-520N。第11話の時点で複数存在している事が確認されている。怪獣出現時まりか達を速やかに現場に移送したり、負傷したまりかを回収する等のサポートを行い、コマンドトレーラーに現場の状況を実況中継する。田子ノ浦からは「コックローチ」と呼ばれており、搭乗員が嫌がって訂正する一幕もあった。
ブルーサンダー
陸上自衛隊のAH-1S戦闘ヘリ部隊のコードネーム。第1話で登場した。パイロットの海野大尉はまりかセヴンがタイプ。なお攻撃ヘリコプターが活躍するアメリカ映画に『ブルーサンダー』というタイトルの作品が存在する。
ブレイド
『三つ編み』の意味を持つまりか変身体の初期の公称。官民問わず広く用いられていた。『まりかセヴン』定着後も内外の首脳陣や自衛官達からはコードネームとして用いられている。
プログラム生命体
セヴンの生命形態。生命体に憑依して肉体の制御をおこなったり変身することが可能。肉体はもたずデータのみで成り立つ。ダメージを受けるとデータの修復まで機能が低下する。
防衛研究所
神奈川県相模原市に所在する防衛省所属の組織。浦沢が勤務している。同名の組織が実在するが、活動内容や所在地は異なる。
マテル
アメリカの巨大玩具企業。ホワイトマン大佐がシュヴァルツの商品化権の交渉をしていた。
まりかエレクトリックサンダー
29話での決め技となった電撃。命名者はまりかであり、セヴンからは変な名前をつけるなとツッコまれた。9話でメギルダを倒した名称不明の電撃と同じものと思われる。
まりかフライングクロスソード
第11話で披露された必殺技。二つのセヴンソードを十字に合体させて敵に投げつける荒技。まりかいわく「“セヴンナンちゃら”ばっかりじゃ不公平」という理由で彼女の名が冠された。投げつけたクロスソードはブーメランのように飛行してまりかセヴンに戻ってくるが、キャッチする手段が無いため危険。第17話では「まりかフライングソードクロス」と呼称、ブリザードンを倒した後になぜかまりかの意思で空中で軌道を制御・誘導したためセヴンを驚かせた。
まりかヘナちょこパンチ
第12話においてガルムンガに対して使用したパンチ技。技を繰り出す直前に筋肉痛により動けなくなったため、技の効果などの詳細は不明であったが、第22話でいわゆる駄々っ子パンチである事が判明した。
まりか闇討ちキック
第28話においてパラゾイドに対して使用したキック技。破壊された建物の粉塵にまぎれてひそみ、敵の不意打ちをする。
YouTube
巨大動画サイト。怪獣の動画も数多く投稿されているが、機密に関する動画は当局によって削除されているらしい。
ヨナグニサン
沖縄に生息する日本最大の蛾。29話で昴が沖縄土産で標本を買ってきた。田子ノ浦が沖縄行きに憧れるまりかを説き伏せる際に使用した画像もこの蛾であると思われる。
冷凍光線銃
防衛研究所の浦沢が秘密裏に開発していた冷凍光線を発射する兵器。レーザー冷却の原理に基づいている。同様の装置は米軍のロスアラモスの研究所でも開発しているらしい。ブリザードンを倒すために使用された。浦沢の開発した装置は、なぜかまりかセヴンに合うサイズの銃把と引き金がついており、鈴森少佐らは「冷凍光線銃を持たせる『なにか』も作ってるんじゃないか」という疑念を呈している。
レッドスコルピオン
10式戦車で構成されている陸上自衛隊戦車部隊のコードネーム。各車体はこの後に番号がつく。元ネタはドルフ・ラングレン主演映画『レッド・スコルピオン』。
陸上自衛隊の他の部隊名として、10式戦車を運用する「ホワイトタイガー」（22話）や、16式機動戦闘車部隊の「グレイハウンド」（25話・29話）や「ポインター」（29話）「セッター1」（29話）などが存在する。

## エピソードリスト
| 話数 | タイトル                                           | 初出                                                                                        | 登場怪獣・宇宙人                             | あらすじ | 単行本 |
| ---- | -------------------------------------------------- | ------------------------------------------------------------------------------------------- | -------------------------------------------- | --- | ------ |
| 1    | 「まりかセヴン参上！」前編・後編                   | 漫画アクション2011年10月18日号・ 2010年11月1日号                                            | ゴリアデス                                   | 突如出現し街を破壊する怪獣ゴリアデス。高校で事件に遭遇したまりかは内なる声に導かれて怪獣に接近し巨人に変身する。セヴンと名乗る宇宙人とともにセヴンストライカーで無事怪獣を倒すことができたが、変身後の写真に写ったひざの裏側の形でセンパイに正体が知られてしまう。 | 第1巻  |
| 2    | 「人形使いと牛丼」前編・後編                       | 漫画アクション2011年1月18日号・ 2011年2月1日号                                              | 宇宙寄生体カリウス                           | 都内で無銭飲食事件が頻発、牛丼屋でセヴンと話し合いを行っていたまりかとセンパイも食い逃げの現場に遭遇する。寄生体カリウスの仕業と睨んだセヴンの機転でカリウスは一斉に宿主の体を放棄、合体巨大化するが、対するまりかは大の虫嫌いであった・・・。 | 第1巻  |
| 3    | 「ひみつの湖」                                     | 漫画アクション2011年5月10日号                                                               | プレシウス                                   | 茨城県北部竜神湖にUMAが出現したという情報をつかんだセンパイは、まりかとその親友サエを伴って調査に赴く。情報は釣り客の減少に悩む土産物屋の主人が流した嘘だったが、本当に湖から怪獣プレシウスが出現してしまう。ブレイドに変身するまりかであったが、その瞬間をサエに目撃され正体を知られてしまう。 | 第1巻  |
| 4    | 「大きい鳥をみた」前編・後編                       | 漫画アクション2011年8月2日号・ 2011年8月16日号                                              | テラバーン・マズル星人                       | セヴンにとっても想定外の存在、怪鳥テラバーン。その正体がマズル星人の商品であることを見抜いたセヴンは、変身して怪鳥と星人に戦いを挑むが空を飛ぶ相手に苦戦する。一方、自衛隊も怪獣やブレイドに対して手を打つべく本格的に動き出していた・・・。 | 第1巻  |
| 5    | 「まりかとセヴン」前編・後編                       | 漫画アクション2011年10月18日号・ 2010年11月1日号                                            | ベベルギウス                                 | センパイの2ちゃんねるを利用した工作により、『まりかセヴン』の名が世間に定着。その行為は自衛隊情報部がまりか達の秘密へとたどり着く結果へと繋がった。自分の力を見せつけた後、改めて自衛隊との共闘を提案するセヴン。そしてその口からついに怪獣出現の真相が語られる。 | 第2巻  |
| 6    | 「南海の大決闘」前編・後編                         | 漫画アクション2012年1月24日号・ 2012年2月7日号                                              | グランケ                                     | 怪獣目撃の情報が相次ぐ六畳島近海に、海上自衛隊の駆逐艦隊と共にやって来たまりか達。鈴森少佐の過去が明らかになるなどの騒ぎの中、怪獣グランケが出現。変身するまりかであったが、彼女が泳げないなど様々な要素が重なり、想像以上の苦戦を強いられてしまう。 | 第2巻  |
| 7    | 「宇宙怪獣がこんなにカワイイわけがない」前編・後編 | 漫画アクション2012年4月3日号・ 2012年4月17日号                                              | デスガイラ（地球名ニャンゴロス）             | 湾岸地区に現れた怪獣デスガイラ。その第二形態のあまりの愛らしさにまりかは戦意喪失、市民達もその虜になり自衛隊の攻撃を断固として阻む。保護か抹殺かで世論が真っ二つに分かれる中、鈴森少佐はまりかにデスガイラの危険性と、中国とアメリカが日本へ向けて軍事行動を開始したことを教える。思い悩んだ末にまりかの起こした行動は・・・。 | 第2巻  |
| 8    | 「まりかセヴンは二度死ぬ」前編・後編               | Web漫画アクション堂2012年5月1日・ 2012年5月15日                                             | バルギブロス                                 | 湾岸地区に出現した怪獣バルキブロス、それはセヴンが捕獲した怪獣の中でも特に手強い存在だった。一敗地に塗れ、セヴンもまりかを『庇った』ため、かなりの損傷を負ってしまう。打倒バルキブロスの特訓も大した効果を見せない中、バルキブロスが石油コンビナートに迫り来る！ | 第2巻  |
| 9    | 「人間そっくり」前編・後編                         | Web漫画アクション堂2012年6月12日・ 2012年6月26日                                            | 液体金属生命体メギルダ                       | 都内に夜毎現れる光る痴女、それは好物の金属と情報を求める液体金属生命体メギルダの変身であった。センパイの思考と情報を手に入れたメギルダ達は、自らが地球を支配することを宣言し、まりかセヴンそっくりに合体変身する。取材に来ていたTV局の協力のもと、『情報』を電波で発信してメギルダを一網打尽にする作戦が開始される。 | 第3巻  |
| 10   | 「逆襲のマズル星人」前編・中編・後編               | Web漫画アクション堂2012年7月10日・ 2012年7月24日・ 2012年8月14日                            | グテプラケネス・ マズル星人                  | 前回で大々的に恥をかかされたサエは、センパイがいる限りまりかとは行動しないことを宣言する。マズル星人の新商品グテプラケネスと戦うまりかセヴンだが、セヴンすら情報を持ってないことと、まりかがサエとの事で悩んでることが重なり苦戦する。サエかセンパイかで悩むまりかにセヴンは、どちらかを選ぶならセンパイを選ぶべきだと薦める・・・。 | 第3巻  |
| 11   | 「三大怪獣!地上最大の決戦!!」前編・後編            | Web漫画アクション堂2012年9月11日・2012年9月25日                                             | ナジャス・ジライヤー・デスガイラ             | 海水浴を楽しむまりかとサエの前にヘビ型怪獣ナジャスが出現する。同じころ、都内にはカエル型怪獣ジライヤーが出現した。ジライヤーを海岸に誘導し戦わせる作戦がとられるが、ナジャスと戦闘を始めたまりかセヴンはナジャスの尾から毒を受け、倒れる。ジライヤーの唾液によりナジャスの毒を中和し、ナジャスとジライヤーをまりかセヴンは二本のセヴンソードをクロスさせて投げる新必殺技まりかフライングクロスソードで倒した。 | 第3巻  |
| 12   | 「まりかSOS」前編・後編                            | Web漫画アクション堂2012年10月9日・2012年10月23日                                            | ガルムンガ                                   | セヴンはまりかの身体運動機能の制御データを蓄積するため、高校の体育祭に参加していた。そこにガルムンガが出現。ガルムンガの強さは並みであったが、まりかの運動不足が人並はずれていたため、突然筋肉痛に襲われ、戦闘不能となる。自衛隊によるミサイルはガルムンガが発する超低周波によって破壊された。これを見たセンパイは、もう一発の誘導弾の発射を提案。ミサイルは再び破壊されるもののその際に発した超低周波によりまりかセヴンの筋肉痛が完治し、セヴンストライカーによって倒すことができた。 | 第3巻  |
| 13   | 「700kcal を突っ走れ!」前編・後編                  | Web漫画アクション堂2012年11月13日・2012年11月27日                                           | モルバリク                                   | 東京湾に暴食怪獣モルバリクが出現。モルバリクはセメントを主食とし、ビルなどを食い荒らした。 体重に関するセヴンの心無い発言により出撃を拒否していたまりかであったが、モルバリクがビルなどを大量に食べてもやせているのを見て一転して出撃。 しかしモルバリクは背中から生えたコンクリートのトゲを発射し、セヴンストライカーや自衛隊の攻撃を防御。センパイの発案により空きビルの中に潜み、ビルごと食われることで体内からモルバリクを破壊した。 | 第4巻  |
| 14   | 「怪獣秘宝館」前編・後編                           | Web漫画アクション堂2012年12月25日・2013年1月16日                                            | ガライバ                                     | まりか達のハイキング先の怪獣秘宝館に展示されていた破損した怪獣回収デバイスからガライバが出現。自衛隊の攻撃が始まる前に報告を受けていた米軍は物量作戦で攻撃を開始。大量の無人攻撃機と巡航ミサイルを投入するが効果はあがらなかった。センパイの発案によりまりかセブンはガライバを水源地に落とす作戦を実行。米軍の援護も受けて水中に落ちてひびの入ったガライバはトマホークで破壊された。 | 第4巻  |
| 15   | 「宴会は誰れのために」                             | Web漫画アクション堂2013年1月29日                                                            | なし                                         | 鈴森少佐の発案で膝見縄温泉で怪獣関係者の慰労会が開かれた。名前が判明していなかった登場人物の名前が多数判明した。宴会は怪獣出現の報を受けて解散となったが、この怪獣が何であるかは不明。 | 第4巻  |
| 16   | 「まりかが来りてカニを炊く」前編・後編             | Web漫画アクション堂2013年2月12日・2013年2月26日                                             | ギガザ                                       | 怪獣ギガザが出現。前後左右に高速で移動しまりかセヴンの攻撃を翻弄する。さらに強酸性の泡を吐いて、まりかセヴンを倒した。自衛隊の攻撃もギガザの機動性や泡により効果はあがらない。鈴森少佐は気力のないまりかを説き伏せることに成功し、泡の出口からセヴンストライカーをうちこみ、ギガザは倒された。 一方、制限区域内で遺品のメディアを収集していたジャーナリストの牧野は情報部に追われながらまりかセヴンの戦いを目撃、政府が秘密にしている怪獣戦闘の真実を知るのであった。 | 第4巻  |
| 17   | 「東京氷河時代」前編・後編                         | Web漫画アクション堂2013年3月12日・2013年3月26日                                             | ブリザードン                                 | 東京湾が凍りつくほどの寒波が襲来。その原因は冷凍怪獣ブリザードンであった。悪天候のために自衛隊の攻撃が著しく困難である中、まりかセヴンに期待がかかったが、まりかも人一倍の冷え性であったために活動できなくなっていた。鈴森少佐はセンパイの「冷凍怪獣は熱に弱い」との助言によりナパーム攻撃を行うが、逆効果であった。 まりかセヴンは防衛技術研究所で浦沢が極秘に開発していた冷凍光線銃を使って攻撃。怪獣から熱エネルギーをすいとることで弱らせ、最後にフライングクロスソードで倒した。 | 第4巻  |
| 18   | 「ISSから来た男」前編・中編・後編                  | Web漫画アクション堂2013年4月19日・2013年5月10日・2013年5月24日                              | ブローダ（本体・鳥怪獣）                     | 人工衛星が日本上空で次々と消滅、セヴンも知らない鳥怪獣が暴れ回る中、ISSから宇宙飛行士三波洋が緊急帰国する。彼のもたらした情報により、鳥怪獣の正体が浮遊怪獣ブローダの捕食器官であることが判明。スペースデブリ発生の危険性などで攻撃を仕掛けられない状況の中、ブローダのISS接近の危険性が高まり宇宙ステーション補給機“こうのとり”でまりかを宇宙空間に送り込む。『ガ壱號作戦』が功を奏しブローダは倒された。鈴森少佐は三波にモーションをかけるが、彼にはISSに婚約者がいて無事に結婚することができた。 | 第5巻  |
| 19   | 「ダイヤモンドが永遠に！？」前編・後編             | Web漫画アクション堂2013年6月7日・2013年6月21日                                              | ガリヤスタ                                   | 東京湾に結晶怪獣ガリヤスタが出現。火に弱いというセヴンの情報により焼夷弾による攻撃が有効と思われたが、セヴンが漏らした炭素の結晶という言葉で司令室の全員がダイヤモンド怪獣であることに気づき、欲にかられて攻撃を中止してしまう。さらに一般人に情報が漏れ、ダイヤを求めて結晶化される被害者が続出。唯一正気を保っていたまりかは司令室（除く鈴森少佐）を説得し怪獣を燃やすことを決意。セブンストライカーは屈折して効果がなかったが、接近戦で振り回したセヴンソードが偶然怪獣を突き刺し、怪獣はほとんどが燃え尽きた。燃え残ったダイヤモンドは復興予算に組み入れられたとみられる。 | 第5巻  |
| 20   | 「ドキッ！スク水だらけのプール開き」前編・後編     | Web漫画アクション堂2013年7月5日・2013年7月19日                                              | マキューア                                   | まりかの高校上空に液体怪獣マキューアが出現。まりかを除く水泳授業中の全員がマキューアに体を乗っ取られる。マキューアはさらにスプリンクラーを通じて校内全体を支配する。まりか以外にもセンパイも被害を受けていなかった。二人は脱出を図るが、マキューアは乗っ取られた生徒を利用して肉弾戦を開始。セヴンはそれを利用し逆にマキューアの拡散を防ぐことにする。さらに現場近くにいた鈴森少佐もマキューアに乗っ取られ、強敵となる。まりかとセンパイは家庭科室から調達した食塩をマキューアの核があるプールに投げ込むことに成功。苦しみプールから飛び出したマキューアを高熱放射で蒸発させた。 | 第5巻  |
| 21   | 「留年寸前ゾーン」前編・後編                       | Web漫画アクション堂2013年8月2日・2013年8月19日                                              | ダルード、ステラゴン、デスガイラ             | 怪獣と戦うために出席日数が足りず全科目赤点だったまりかは、留年を避けるために夏休みに補習授業を受けていた。しかしその授業中にも怪獣は出現。ダルードとステラゴンを授業と小テストの間の休み時間に倒す綱渡り状態になった。ダルードは防御力が高く、ステラゴンは口から強力な光線を発射するため苦戦する。自衛隊による仲たがい作戦は失敗するが最終的にダルードの甲羅による防御を逆に利用した攻撃で撃破することに成功し、さらに留年も回避できた。ただ、センパイが考え無しに放ったデスガイラはその後も森を食べ続けた。 | 第5巻  |
| 22   | 「恐怖の磁力線」前編・後編                         | Web漫画アクション堂2013年9月6日・2013年9月20日                                              | ザンジバル                                   | 強力な磁力線を発するザンジバルが出現。磁力線は周囲の通信や電力を途絶したため、怪獣の出現情報が自衛隊の司令部にまったく届かない状況になった。おおまかな位置は特定できたが、電子制御による正確な攻撃はできない。怪獣の発する磁力線でセヴンとの会話もできなくなり、まりか単独で変身する。怪獣は背中のレールガンで遠距離攻撃をするため近づけない。戦車の肉眼による砲撃で一時的に磁力線が弱まった瞬間を狙って接近、セヴンソードで怪獣は倒されるが、その光景を見守る謎の美少女と黒猫に気づく者は誰もいなかった・・・。斬矢シュレディンガー昴登場。リト登場。 | 第6巻  |
| 23   | 「黒い追跡者」前編・後編                           | Web漫画アクション堂2013年10月4日・2013年10月18日                                            | コングレン                                   | 都内に火焔怪獣コングレンが出現し、周囲を火の海に変える。出撃したまりかセヴンはまりかが夏風邪を引いたためにまったくかなわない。そこに突然猫耳の人型巨大宇宙人が出現。セヴンはその宇宙人がシュヴァルツ＝メルダーといい、宇宙の賞金稼ぎで敵であるという。セヴンは免疫機能を一時的に抑えて体調を回復するが、それは同時にまりかの生命を危険にさらすことであった。しかしそれでも苦戦してしまう。シュヴァルツは必殺技シュヴァルツクーゲルブリッツを発射し、怪獣を退治。変身を解いて高熱に苦しむまりかの横に美少女と黒猫が現れ、謎の言葉を残す。シュヴァルツ＝メルダー登場。 | 第6巻  |
| 24   | 「炎の転校生」前編・後編                           | Web漫画アクション堂2013年11月1日・2013年11月15日                                            | ビエラ                                       | まりかのクラスに「斬矢シュレディンガー昴」が転校し、美人でスポーツ万能・成績優秀なためたちどころにクラスの人気者になる。実は彼女はシュヴァルツ＝メルダーの人間態であり、米軍の工作で編入したのであった。ビエラの出現によりまりかは現場に急行するが、鈴森少佐から攻撃をシュヴァルツに任せるように要請される。セヴンはその要請を無視するが、シュヴァルツと共闘せず足を引っ張り合う。その後まりかの説得によりようやく共闘して怪獣を倒せた。怪獣退治後に現れた昴をまりかは心配をするが、センパイは膝の裏の映像からシュヴァルツと昴が同一人物であることを見抜く。 | 第6巻  |
| 25   | 「変身少女と（関西弁しか）喋らない猫。」前編・後編 | Web漫画アクション堂2013年12月6日・2013年12月20日                                            | モバイガ                                     | クリスマスプレゼントを探しに街に出たまりかは、ファミレスで親しげに談笑するセンパイと昴を目撃する。実は二人はシュヴァルツのフィギュアの商談をしていたのだが、まりかは完全に誤解をした。次の朝、体育倉庫にまりかを連れ込んだ昴は電磁パルスでセヴンを無効化・まりかを拘束し、出現したモバイガに単独で向かう。シュヴァルツは剣で触手を切断するが、急速に復元する触手の針に刺され、毒に侵されてしまう。一方、センパイは電磁波の異常を探してまりかを発見する。変身したまりかセヴンは、シュヴァルツや自衛隊の援護を受けて真上から接近、セヴンストライカーでモバイガを退治する。 | 第6巻  |
| 26   | 「飾りじゃないのよ猫耳は」前編・後編               | Web漫画アクション堂2014年1月10日・2014年2月7日                                              | バグモン                                     | 文化祭で猫耳メイド喫茶を出店していたまりかのクラスでは、まりかと昴が人気萌えメイドの首位を争っていた。同じころ、大蜘蛛怪獣バグモンが出現。大量の幼体が街にあふれ出た。自衛隊は火炎放射でほぼ殲滅したが、巨大な成体が地中から出現したため敗走。首位争いを優先させ出撃を拒んでいたセヴンと昴のもとに怒った鈴森少佐が乗り込み、強制出撃。変身したまりかセヴンとシュヴァルツはバグモンの張った網にとらわれ、苦戦。バグモンの成体は二人の必殺技の合わせ技で倒したが、体内現れた無数の幼体を二人で踏みつぶし退治を完了。二人が高校に戻ると二人を抜いて鈴森少佐がトップ指名になっていた。 | 第7巻  |
| 27   | 「必殺！バレンタイン・キック」前編・後編           | Web漫画アクション堂2014年2月21日・2014年3月7日                                              | バリアント                                   | バレンタインデーの前日にオーブンが壊れ困っているまりかに、昴は一緒にチョコを作ることを提案。昴はまりかとサエを拉致し、米軍基地内にあると思われる住居に連れ込む。同じころ有刺怪獣バリアントが都内に出現。昴とまりかはオスプレイで出撃するが、10分で戻らないとクッキーが焦げるために3分で怪獣と戦う必要が生じた。バリアントは電磁バリアですべての攻撃を跳ね返すため苦戦するが、ヘリに乗っていたセンパイが怪獣の頭上にバリアのない領域があることを発見。「必殺！バレンタインキーック！！」で退治した。次の日、まりかはセンパイに「まりかセヴンチョコクッキー（特大）」を渡し、昴はまりかにチョコを渡した。 | 第7巻  |
| 28   | 「まりかセヴン対暗黒大怪獣」前編・中編・後編       | Web漫画アクション堂2014年4月18日・2014年5月9日・2014年5月23日・2014年6月6日                 | パラゾイド                                   | 派遣社員根室は、怪獣が訪問先の商社を破壊する現場に遭遇する。怪獣は会社を一つ破壊すると忽然と消滅。翌日再び怪獣が出現、今度は勤務先を破壊されつつも生き延びた根室であったが、その心は絶望に支配されていく。上条大尉とセヴンは根室を訪問、セヴンがストレスをかけるとパラゾイドが出現。パラゾイドは根室の体を乗っ取り、驚異的な体力を示し逃走。セヴンはパラゾイドの正体に気づき、街を破壊し始めたパラゾイドの影と戦うが、パラゾイドの影は破壊できない。一方昴はパラゾイドが憑依した根室を発見、人間大のシュヴァルツとなり、パラゾイドの分離に成功。本体を破壊する。事件解決後、かつての勤務先の跡地で重機を操作する根室の明るい姿があった。 | 第7巻  |
| 29   | 「雨の午後はヤバいの」前編・中編・後編             | Web漫画アクション堂2014年7月4日・2014年7月18日・2014年8月8日                                | エレゴラス                                   | 山間部にエレゴラスが出現し、電気設備を破壊してエネルギーを吸っていた。目撃情報がなく緊急怪獣速報がない中、センパイは独自の情報で怪獣の出現を探知した。エレゴラスは街中に降りてきたが、中継映像を見たまりかは、そのヘラクレスオオカブトに似た姿形から虫アレルギーを発症出撃を拒否する。何とか説得され戦闘を始めたが、やはり虫であることに気づき、心を閉ざす。センパイの声で目を覚ましたまりかは戦闘を再開。エレゴラスとともに庄和排水機場に転落する。狭い空間に苦戦するが、エレゴラスの放電角をセヴンソードで破壊することに成功。その後まりかエレクトリックサンダーで過充電にし、エレゴラスを倒した。 | 第7巻  |
| 30   | 「俺を継ぐもの」前編・中編・後編                   | Web漫画アクション堂2014年8月22日・2014年9月5日・2014年9月19日・2014年10月3日・2014年11月7日 | レリカー星人                                 | センパイは街中で理想のひざの裏を持つ少女と遭遇する。実はそれはレリカー星人が見せた幻だった。レリカー星人はセンパイと融合しまりかセヴンの情報をテロリストに漏えいすることで地球人同士を戦わせ、地球の地上げを図る。センパイの人望がなく人質としての価値がないと判断したレリカー星人は巨大化するが、逆にセンパイの意識に支配されていく。レリカー星人の中にセンパイがいるため攻撃をためらうまりかだったが、シュヴァルツからフィギュアの契約を聞かされて激高したまりかがセヴンストライカーを発射、レリカー星人を倒した。 | 第8巻  |
| 31   | 「怪獣ウォッチ」前編・中編・後編                   | Web漫画アクション堂2014年11月21日・2014年12月19日・2015年1月23日                            | グラビラー・パズゼア星人                     | 突然巨大タンカーが空中に巻き上げられ、反重力怪獣グラビラーが現れた。兵器として開発されたが失敗作だったためパズゼア星人に遺棄されたものだった。グラビラーがダウンしたのを待って攻撃を開始したまりかセヴンだったが、防御力が大きいため歯が立たない。そのとき、パズゼア星人から装着する新兵器を渡される。操作が難しい兵器だったが、槍型に変形した際にグラビラーの角を破壊、その後鞭状になった兵器を使ってグラビラーを倒した。兵器はモニターとすることでセヴンの所有になった。 | 第8巻  |
| 32   | 「まりかセヴン暗殺計画」前編・中編・後編           | Web漫画アクション堂2015年2月20日・2015年3月6日・2015年3月20日・2015年4月3日・2015年4月24日  | タマミ・暗殺機人タマミネーター・グライブ星人 | 地球の再開発をたくらみその邪魔になる地球人類とまりかセヴンの抹殺を企てるグライブ星人は人間サイズのロボット「タマミ」をつれ、女子小学生そっくりの宇宙服でまりかと昴を襲う。自衛隊や米軍情報部も加わり乱戦になるが、宇宙服を破壊されたグライブ星人はタマミに乗り換え、巨大化して暗殺機人タマミネーターになる。タマミネーターの発する光線兵器を受けたまりかセヴンは倒れ、エネルギー障壁フィールド に閉じ込められる。セヴンはエネルギーが切れるとまりかとともに消滅するため、分離することを提案する。一方、廃棄された宇宙服の解析からグライブ星人の円盤の位置が特定され、ピンキーパンチで攻撃を開始。円盤がダメージを受けたために障壁フィールドが消え、動作が不安定になったタマミネーターをまりかセヴンが倒した。最後にシュヴァルツによって円盤が破壊された。 | 第8巻  |

## 既刊一覧
- 『まりかセヴン』《双葉社・ACTION COMICS》 全8巻
  1. 2011年10月28日発行 ISBN 978-4-575-83981-4（帯推薦文：吾妻ひでお）
  2. 2012年7月28日発行 ISBN 978-4-575-84109-1（帯推薦文：樋口真嗣）
  3. 2012年11月28日発行 ISBN 978-4-575-84160-2（帯推薦文：あさりよしとお）
  4. 2013年7月26日発行 ISBN 978-4-575-84266-1
  5. 2013年11月28日発行 ISBN 978-4-575-84317-0（帯推薦文：出渕裕）
  6. 2014年5月28日発行 ISBN 978-4-575-84415-3（帯推薦文：庵野秀明）
  7. 2014年10月28日発行 ISBN 978-4-575-84520-4
  8. 2015年5月28日発行 ISBN 978-4-575-84629-4